# Alexia Dechaume-Balleret
Alexia Dechaume-Balleret (nacida el 3 de mayo de 1970) es una ex tenista profesional de Francia.
En su carrera, alcanzó tres finales en el WTA Tour: en Taranto en 1990, perdió ante Raffaella Reggi, y en Nueva York en 1991, perdió ante Brenda Schultz-McCarthy en Schenectady, ambos torneos de Nivel V. En el evento de nivel IV en Cardiff en 1997, perdió ante Virginia Ruano Pascual en la final, 1-6, 6-3, 2-6.
Su mejor actuación en un Grand Slam fue la cuarta ronda del Abierto de Francia de 1994. Como participante comodín y número 197 del mundo, venció a Emanuela Zardo, Wiltrud Probst y Marzia Grossi, y luego perdió ante la tercera cabeza de serie Conchita Martínez, 1-6, 2-6.
Logró un éxito más notable en dobles, ganando seis títulos, cuatro con Florencia Labat y ocupando el puesto 22 en el ranking de la WTA. El 17 de agosto de 1992, alcanzó el puesto más alto de su carrera en el puesto 46 del mundo en individuales.
Se retiró después de una derrota en primera ronda a manos de Emmanuelle Gagliardi, en el Abierto de Australia 2000.
Dechaume-Balleret está casada con Bernard Balleret.

## WTA career finals

### Individuales: 3 (3 finalistas)
| Leyenda      |
| Grand Slam   |
| Nivel I      |
| Nivel II     |
| Nivel III    |
| Nivel IV & V |

| Resultado | W–L | Data           | Torneo                          | Superficie | Oponente               | Puntuación    |
| --------- | --- | -------------- | ------------------------------- | ---------- | ---------------------- | ------------- |
| Perdido   | 1.  | 6 Mayo 1990    | Ilva Trophy Taranto, Italy      | Arcilla    | Raffaella Reggi        | 6–3, 0–6, 2–6 |
| Perdido   | 2.  | 25 Agosto 1991 | Schenectady Open, United States | Duro       | Brenda Schultz         | 6–7, 2–6      |
| Perdido   | 3.  | 18 Mayo 1997   | Welsh International Open, Wales | Arcilla    | Virginia Ruano Pascual | 1–6, 6–3, 2–6 |

### Dobles: 11 (6 títulos, 5 subcampeones)
| Ganadora- Leyenda |   |
| Grand Slam        | 0 |
| Nivel I           | 0 |
| Nivel II          | 0 |
| Nivel III         | 1 |
| Nivel IV & V      | 5 |

| Títulos por superficie |   |
| Duro                   | 2 |
| Arcilla                | 4 |
| Césped                 | 0 |
| Alfombra               | 0 |

| Result  | N.º | Data                | Torneo                          | Superficie | Pareja            | Oponentes                         | Puntuación    |
| ------- | --- | ------------------- | ------------------------------- | ---------- | ----------------- | --------------------------------- | ------------- |
| Ganado  | 1.  | 25 Septiembre 1988  | Clarins Open Paris, France      | Arcilla    | Emmanuelle Derly  | Louise Field Nathalie Herreman    | 6–0, 6–2      |
| Perdido | 1.  | 23 Septiembre 1990  | Clarins Open Paris              | Arcilla    | Nathalie Herreman | Kristin Godridge Kirrily Sharpe   | 6–4, 3–6, 1–6 |
| Ganado  | 2.  | 5 Mayo 1991         | Ilva Trophy Taranto, Italy      | Arcilla    | Florencia Labat   | Laura Golarsa Ann Grossman        | 6–2, 7–5      |
| Perdido | 2.  | 22 Septiembrer 1991 | Clarins Open Paris              | Arcilla    | Julie Halard      | Petra Langrová Radomira Zrubáková | 4–6, 4–6      |
| Ganado  | 3.  | 12 Julio 1992       | Gastein Ladies, Austria         | Arcilla    | Florencia Labat   | Amanda Coetzer Wiltrud Probst     | 6–3, 6–3      |
| Ganado  | 4.  | 26 Julio 1992       | San Marino Open                 | Arcilla    | Florencia Labat   | Sandra Cecchini Laura Garrone     | 7–6, 7–5      |
| Ganado  | 5.  | 30 Agosto 1992      | Schenectady Open, United States | Duro       | Florencia Labat   | Ginger Helgeson Shannan McCarthy  | 6–3, 1–6, 6–2 |
| Perdido | 3.  | 6 Agosto1995        | San Diego Open, United States   | Duro       | Sandrine Testud   | Gigi Fernández Natalia Zvereva    | 2–6, 1–6      |
| Perdido | 4.  | 5 Mayo 1996         | Bol Ladies Open, Croatia        | Arcilla    | Alexandra Fusai   | Laura Montalvo Paola Suárez       | 7–6, 3–6, 4–6 |
| Ganado  | 6.  | 20 Abril 1997       | Tokyo Championships, Japan      | Duro       | Rika Hiraki       | Kerry-Anne Guse Corina Morariu    | 6–4, 6–2      |
| Perdido | 5.  | 16 Enero 1999       | Hobart International, Australia | Duro       | Émilie Loit       | Mariaan de Swardt Elena Tatarkova | 1–6, 2–6      |

## Finales del circuito ITF
| $100,000 torneos |
| $75,000 torneos  |
| $50,000 torneos  |
| $25,000 torneos  |
| $10,000 torneos  |

### Individuales: 2 (1–1)
| Resultado | N.º | Data          | Torneo              | Superficie | Oponentes                | Puntuación    |
| --------- | --- | ------------- | ------------------- | ---------- | ------------------------ | ------------- |
| Ganado    | 1.  | 21 Marzo 1988 | ITF Bayonne, France | Duro       | Nathalie Guerrée-Spitzer | 6–3, 3–6, 7–5 |
| Runner-up | 1.  | 17 Mayo 1998  | ITF Porto, Portugal | Arcilla    | Anna Smashnova           | 2–6, 2–6      |

### Dobles: 1 (1–0)
| Resultado | N.º | Data            | Torneo            | Superficie | Pareja          | Oponentes                          | Puntuación |
| --------- | --- | --------------- | ----------------- | ---------- | --------------- | ---------------------------------- | ---------- |
| Ganado    | 1.  | 26 Febrero 1990 | ITF Wels, Austria | Arcilla    | Pascale Paradis | Hana Fukárková Denisa Krajčovičová | 6–3, 6–2   |

## Récords de cabeza a cabeza contra otros jugadores en el top 10
- Lindsay Davenport 0–1
- Dominique Monami 0–1
- Arantxa Sánchez Vicario 0–1
- Serena Williams 1–0
- Anna Kournikova 0–2
- Karina Habšudová 1–0
- Steffi Graf 0–2
- Amélie Mauresmo 1–1
- Martina Navratilova 0–3
- Jana Novotná 0–3
- Iva Majoli 0–1
- Venus Williams 0–2

- Datos: Q748769